# Babaeski
Babaeski (bulgarisch Бабаески) ist eine türkische Stadt und Hauptort des gleichnamigen Landkreises in der türkischen Provinz Kırklareli nahe der Grenze zu Bulgarien. Sie liegt in der Region Ostthrakien, an den südlichen Hängen des Strandscha-(Yıldız)-Gebirges, rund 25 km von Kırklareli. In der Spätantike trug sie den Namen Burdizon, im Mittelalter Bulgarophygon (wörtlich „Bulgarenflucht“). Murad I. gab der Stadt im Jahre 1359 den Namen „Baba-yı Atik“. Der moderne Name Babaeski ist eine irreguläre Türkisierung dieses Namens. Das aus dem Arabischen stammende, veraltete Lehnwort atîk bedeutete unter anderem „alt“, diese Bedeutung hat auch das türkische Wort eski. Regulär ins Türkische übertragen müsste der Namen Eski Baba lauten.

## Geographie
Die Stadt liegt ca. 35 (Straßen-)km südsüdöstlich von der Provinzhauptstadt an der Fernstraße D 100 und der D 555 (E87). Die Stadt ist über die Anschlussstelle K5 mit der nördlich verlaufenden Autobahn O-3 (E80) verbunden, die von Edirne nach İstanbul führt. Zudem hat die Stadt eine Eisenbahnverbindung in die Provinzhauptstadt Kırklareli.
Der Landkreis (bzw. Kaza als Vorgänger) bestand schon vor Gründung der Türkischen Republik 1923. Zur ersten Volkszuählung (1927) konnte er auf eine Einwohnerschaft von 21.150 (auf 585 km² in 45 Ortschaften) verweisen – davon 3047 im Verwaltungssitz. Babaeski hat die drittgrößte Bevölkerung und eine höhere Bevölkerungsdichte als der Provinzdurchschnitt (56,0 Einwohner je km²). Neben der Kreisstadt (61,9 % der Kreisbevölkerung) besteht der Kreis aus weiteren drei Belediye (Gemeinden): Büyükmandıra (3323), Alpullu (2113) und Karahalil (1391 Einwohner). Zum Kreis gehören noch 31 Dörfer (Köy) mit durchschnittlich 359 Bewohnern. Sechs Dörfer haben über 500 Einwohner: Sinanlı (1155), Nadırlı (920), Pancarköy (714), Katranca (652), Kuleli (622) und Taşağıl Bucak Merkezi Köy (516 Einwohner).

## Geschichte
Die Stadt spielte in ihrer Geschichte eine strategische Rolle bei der Verteidigung Konstantinopels. Deshalb legten schon die Römer die Straße Via Militaris an. Eine Abzweigung der Via Militaris führte von Burdizon nach Deultum an der Schwarzmeerküste und zur Via Pontica.
Im gesamten Mittelalter war die Zugehörigkeit der Region zwischen dem Bulgarischen und Byzantinischen Reich umkämpft. 756 schlug Kaiser Konstantin V. in der Schlacht von Burdizon ein bulgarisches Heer unter Khan Kormisosch. Nach dem Sieg benannte er Burdizon in Bulgarophygon (mittelgriechisch Βουλγαρόφυγον „Bulgarenflucht“) um. Der Sieg der Byzantiner führte wahrscheinlich auch zum Sturz des bulgarischen Herrschers. 836 drang ein bulgarisches Heer mit Khan Malamir an der Spitze in Thrakien ein und eroberte Bulgarophygon, nachdem der byzantinischen Kaiser Theophilos einen 30-jährigen Frieden brach.
896 standen die Bulgaren erneut vor den Toren von Bulgarophygon. In der Schlacht von Bulgarophygon schlug der bulgarische Zar Simeon I. die Byzantiner verheerend und eroberte in der Folge Nordthessalien, den Epirus und weite Teile des heutigen Makedoniens. Die Byzantiner, die wegen des Vorstoßes der Araber im Osten wieder in eine schwierige Lage geraten waren, verpflichteten sich wieder jährlichen Tribut an die Bulgaren zu zahlen und weitere Gebiete am Schwarzen Meer, Epirus und Südthessalien abzutreten. Die Bulgaren stiegen zur „am meisten privilegierten Wirtschaftsnation“ auf.
Anfang des 11. Jahrhunderts konnten jedoch die Byzantiner unter Kaiser Basileios II. erneut die Oberhand gewinnen. 1204 gelang es den Kreuzrittern Konstantinopel einzunehmen, womit Bulgarophygon zum Vorland der Hauptstadt des neu errichteten Lateinischen Kaiserreiches wurde. Ende des 14. Jahrhunderts gelang es den Osmanen, die Region zu erobern. Murad I. benannte die Stadt im Jahr 1359 in Baba-yı Atik um.
Die Türbe sowie eine Tekke des Sari Saltuk befindet sich in Babaeski.
Während des Ersten Balkankrieges (1912–1913) schlug die bulgarische Armee die osmanische bei Babaeski, was den Weg für den Vormarsch auf Konstantinopel (heute Istanbul) öffnete.

## Bevölkerung
Bis zum Zweiten Balkankrieg (1913) wohnten hier noch viele Bulgaren (siehe Thrakische Bulgaren) und bis zum Griechisch-Türkischen Krieg Griechen, die vertrieben wurden (siehe auch Teşkilât-ı Mahsusa).
In Osmanischer Zeit siedelten Anatolische Türken sowie Roma in Babaeski. In der französischsprachigen Statistik Ethnographie des Vilayets d’Andrinople, de Monastir et de Salonique zählte im Jahr 1873 Baba-Eski 420 Haushalte mit 480 moslemische, 420 bulgarisch-orthodoxe und 650 griechisch-orthodoxe Einwohner. Das Salname der Provinz Edirne für das Jahr 1892 weist für die Stadt Babaeski 1149 Muslime, 989 Christen sowie 9 Juden auf, für die außerhalb der Stadt liegenden Dörfer des Kaza Baba-yı Atik 5064 Muslime, 5561 Christen und 82 Roma.
Nach dem Russisch-Osmanischen Krieges 1877–1878 und in Folge des Bevölkerungsaustausch zwischen Griechenland und der Türkei ließen sich Balkan-Türken, Krimtataren und Slawische Muslime sowie Nantinets (Muslimische Meglenorumänen) aus den ehemaligen europäischen osmanischen Provinzen (Rumelien) in Babaeski nieder.
Auch Yörük leben in Babaeski – zwei Gruppen, die Vize-Yörük und die Kocacık-Yörük, die einst aus Kodžadžik in Nordmazedonien kamen.

## Sehenswürdigkeiten
Eine der wichtigsten Moscheen der Stadt stellt die osmanische Semiz-Ali-Paşa-Moschee (auch Cedid-Ali-Paşa-Moschee genannt) dar. Sie wurde vom Großwesir Semiz (Cedid) Ali Pascha (gestorben 1565) zusammen mit einer inzwischen zerstörten Medrese gestiftet und nach 1560, vielleicht 1569–1575 oder 1585/86, durch den berühmten Architekten Sinan fertiggestellt. Es handelt sich um eine Sechs-Pfeiler-Moschee, wobei die Hauptkuppel durch fünf Halbkuppeln unterfangen (gestützt) wird, je zwei im Norden und Süden, und eine über dem aus dem Hauptraum ausgreifenden Mihrab-Bereich. Unter den seitlichen Halbkuppeln werden elegante Galerien durch marmorne Säulen mit Faltwerkkapitellen gestützt. Hier vervollkommnet Sinan das hexagonale Prinzip, welches er von der Üç-Şerefeli-Moschee in Edirne übernommen und z. B. mit der Sinan-Paşa-Moschee in Istanbul erstmals 1554–1555/56 variierte. Der Raum der Semiz-Ali-Paşa-Moschee und die strukturellen Elemente bilden eine Einheit. Den Eingang der Moschee bekrönen Mukarnas, ihm ist eine doppelte Vorhalle (Revak) vorgelagert. Fünf Kuppeln beschirmen die Gläubigen direkt an der Moscheewand, ein säulengestütztes Pultdach leitet über in den Moscheehof mit einem reizvollen Reinigungsbrunnen (Şadırvan).
Gleich neben der Moschee fließt der Fluss Büyük Dere oder Şeytan Deresi, über den sich die 1633 gestiftete Babaeski-Brücke oder Sultan-Murat-IV.-Brücke spannt. Sie hat sechs Bögen, ist 72 Meter lang und 5,85 Meter breit und stellte eine Flussüberquerung der wichtigen Transitstrecke Adrianopel-Konstantinopel her.
Ein weiteres Bauwerk Sinans findet sich südlich des nahe gelegenen Dorfes Alpullu. Es handelt sich um die Sokollu-Mehmet-Paşa-Brücke über den Fluss Ergene. Diese Stiftung Sokollu Mehmed Paschas ist etwa in der zweiten Hälfte des 16. Jahrhunderts (genaues Baudatum ist unbekannt) aus fugenlosen Steinquadern errichtet worden. Die Brücke ist 123 Meter lang, und der mittlere und größte Bogen hat eine Spannweite von 20,05 Metern. Am höchsten Punkt kragt ein Balkon vor.

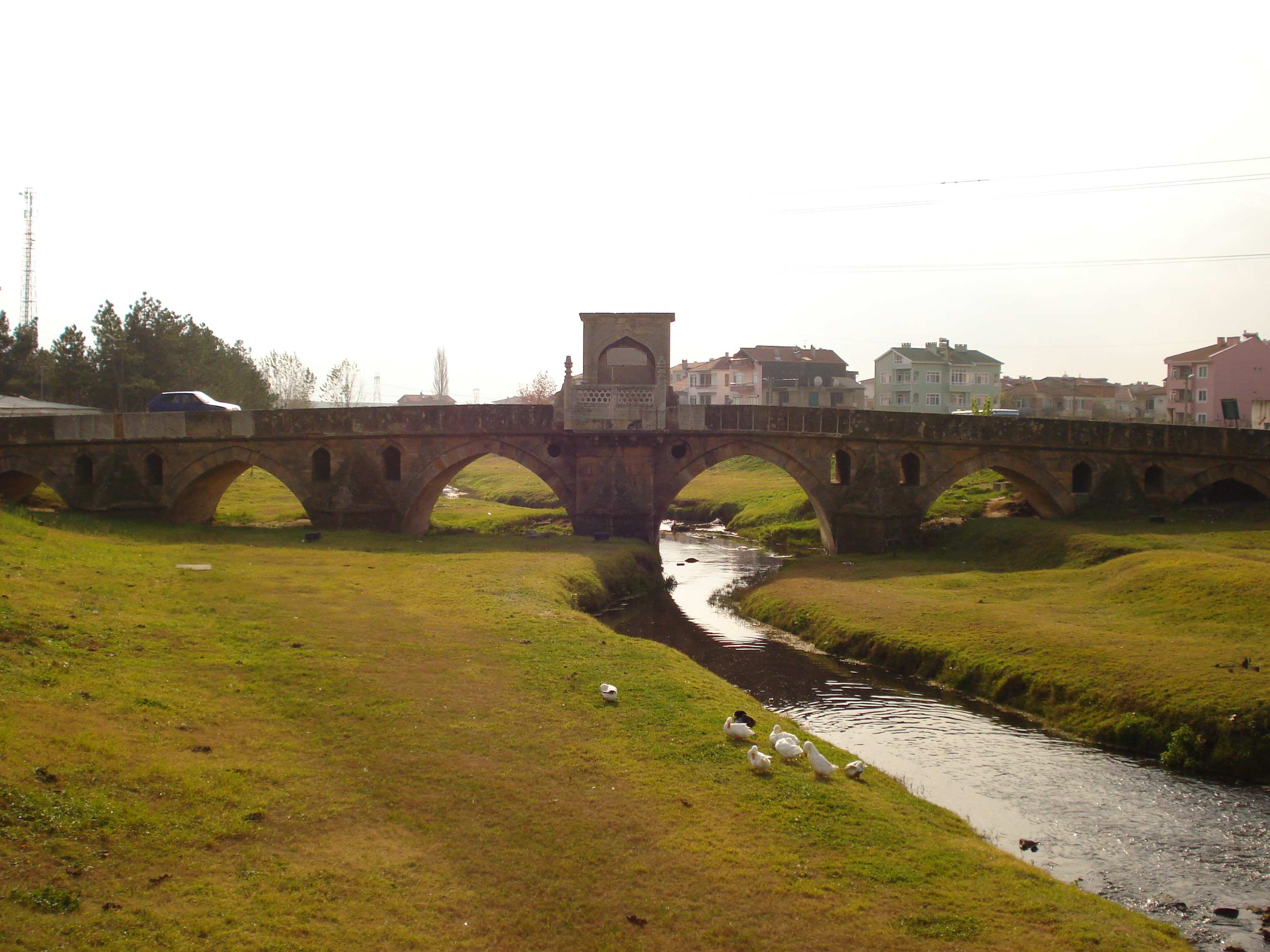
Babaeski-Brücke/Sultan-Murat-IV.-Brücke, osmanisch, 1633

Daneben befinden sich noch die Bauwerke der Fatih Camii, erbaut um 1467 im Auftrag von Mehmet II., das Hamam aus dem 16. Jahrhundert sowie der Babaeski Dördüzlü Çeşme (Brunnen), erbaut um 1666.

## Trivia
Die heute bekannteste aus Babaeski stammende Familie ist die des im Januar 2015 zum Premierminister Griechenlands gewählten Alexis Tsipras.